# Solkurve
En solkurve opstår på jernbanespor, når togskinnerne på grund af sommersol og varme udvider sig så meget, at sveller og skærver ikke længere kan holde skinnerne på plads og derfor slår et slag ud til siden, og derved opstår en utilsigtet kurve i sporet.
Tidligere ville mellemrummet (stødspillerummet) i skinnestød mellem de enkelte skinnestykker kunne opfange skinnernes udvidelse i varmen. Men under meget varme forhold med høje skinnetemperaturer var disse stødspillerum ikke nok, og der kunne opstå forkastninger i sporet – solkurver, især såfremt sporet var dårligt vedligeholdt, f.eks. med manglende ballast.
Solkurver er farlige, da de kan medføre afsporing som det skete ved Bramminge-ulykken.
Moderne spor er etableret som langskinnespor, det vil sige at skinnerne svejses sammen uden stødspillerum til en lang skinne. Da skinnerne samtidig fastholdes i længde og sideretning optages temperaturforandringer som indre spændinger i skinnerne. Skinnetemperaturen i Danmark er mellem -25 °C og +55 °C og man foretager spændingsudligning således at at skinnerne i et nærmere defineret temperaturområde er spændingsløse og dermed i stand til at optage temperaturvariationerne uden at der opstår solkurver eller skinnebrud (ved sammentrækning i kulde). Når der i langskinnespor alligevel kan opstå solkurver, skyldes det som regel manglende eller forkert spændingsudligning i samspil med dårligt liggende ballast.